# 피르흐너 파이프오르간
피르흐너 파이프오르간(Orgelbau Pirchner)은 오스트리아의 파이프오르간 제작 회사로서, 슈타이나흐 암브렌너, 티롤에 위치하고 있다.

## 역사
피르흐너 파이프오르간 社는 1817년에 프란츠 라이니쉬가 그리스 암브렌너에 설립하여 1825년에 슈타이나흐 암브렌너로 이전했다. 1935년부터 요한 피르흐너 1세가 회사를 경영하기 시작했으며, 세계 2차 세계 대전으로 잠시 생산이 중단되었다. 1817년부터 2014년까지 총 623대의 파이프오르간을 제작하였으며, 1945년부터 1973년까지는 피르흐너 파이프오르간 社의 전성기로서 28년 간 120개 이상의 파이프오르간을 제작하였다. 이는 매우 이례적인다. 1973년 요한 피르흐너 2세는 피르흐너 전통을 이어 Slider Chest와 Tracker Action 개발에 중점을 두었다. 1997년 슈타이나흐 암브렌너의 새로운 제작공장이 완성된 후 요한 피르흐너 2세는 그의 아들인 마틴 피르흐너에게 회사 경영권을 물려주었다. 마틴 피르흐너는 파이프오르간제작 마이스터이기도 하다.
오스트리아 빈 국립음대 오르간 제작을 비롯해 잘츠부르크 대성당에 있는 모차르트가 연주했던 오르간을 재건하였으며 오스트리아, 이탈리아, 독일, 스위스의 대표적인 성당에 파이프오르간을 설치했다.
유형문화재인 독일 라이헨탈 성당의 피르흐너 파이프오르간으로 오스트리아 최고의 오르가니스트 구스타프 아우칭어 교수가 독일과 이탈리아 바로크 곡을 담은 CD를 제작했다.
오스트리아 최고의 오르가니스트 및 오르간 작곡가로 꼽히는 페터 플라니아프스키 (現 빈 음대 교수)가 오스트리아 페르흐톨츠도르프 상트 아우구스틴 성당에 설치된 의 피르흐너 파이프오르간으로 멘델스존 (Mendelssohn)작품 CD 제작을 위해 이 오르간 사용하였으며 오스트리아에서 유명 오르가니스트로 인정받는 요하네스 벵크(Johannes Wenk)가 현대적인 재즈곡을 페르흐톨츠도르프 뷔르거슈피탈 성당에 설치된 피르흐너파이프 오르간을 연주하여 CD를 제작하여 큰 화제가 되었다.

## 현재
피르흐너 파이프오르간 社는 교회와 콘서트홀, 대학과 학교에서 사용하는 파이프오르간을 제작하고 있다. 트랙커 액션과 슬라이더 체스트의 디자인과 제작에 중점을 두고 있다. 1817년 현재 (2015년 1월 1일 기준)까지 약 200년 동안 총 625대의 오르간을 제작하였다.

## 참고 링크
- Website Orgelbau Pirchner
- Documentary about Orgelbau Pirchner